# Onirama
Onirama — грецький поп-рок-гурт. Співпрацювали з  Деспіною Ванді,  Міхалісом Хатзіяннісом,  Сакісом Рувасом,  Єленою Папарізу,  Антонісом Ремосом.

## Кар'єра
Onirama створена в жовтні 2000 року в  Салоніках. Група спочатку починалася як хобі для її учасників, вони грали різні типи  музики. 2003 року до групи приєднався Христос Трезенцис, в середині того ж року група була перейменована в Onirama, назва походить від сполучення слів «наші мрії» (грец. τα όνειρά μας).
Наприкінці 2005 року вони випустили свій перший альбом «Δύσκολος Καιρός για Πρίγκιπες» (укр. Важкий час для князів). У березні 2006 року Onirama були номіновані в категорії Найкраща попгрупа в премії Arion Awards
У лютому 2007 року разом з  Антонісом Ремосом виступають в концерті, який був організований музичним каналом Mad. Потім починають свої перші живі виступи в  Афінах. Влітку 2007 року здійснили спільний тур з Антонісом Ремосом по 25 містах  Греції.
Влітку 2008 року Onirama гастролювала по всій Греції. 1 серпня 2008 року група відкривала концерт (виступала на розігріві) міжнародної суперзірки Ленні Кравіца в Terra Vibe в  Малакасе.
У червні 2008 року вони випустили свій другий альбом «Κλεψύδρα» (укр. Пісочний годинник), який був на першому місці в чартах IFPI, а потім став золотим. Альбом був на одинадцятому місці в списку 50 грецьких альбомів 2008 року і 13 в списку грецьких і зарубіжних альбомів 2008 року. Заголовний трек «Klepsidra» вийшов як сингл і досяг першого місця в радіоефірі.
Влітку 2011 року група здійснює найбільший річний тур під назвою "Onirama 10 років життя" з концертами в 35 містах Греції та на Кіпрі. Концерти пройшли з приголомшливим успіхом.
В липні 2011 року бере участь у церемонії закриття  Спеціальних Олімпійських Ігор.
У жовтні 2011 року почалися живі виступи з  Сакісом Рувасом та Елені Фурейра в клубі «Αθηνών Αρένα», які тривали протягом зими 2011–2012 року.
З 15 червня по 15 липня 2012 року відбудуться спільні виступи Onirama і Антоніса Ремоса у клубі «Thalassa» в Гліфаді. На початку липня 2012 року був знятий кліп на нову пісню «Δεν υπάρχεις». З 3 серпня 2012 року розпочався літній тур з концертами в 11 містах Греції.. Від 21 жовтня виступатиме в Афінській Арені поряд із Сакісом Рувасом та Елені Фурейра.

## Дискографія
- 2005 — Δύσκολος Καιρός για Πρίγκιπες (#9 στην Ελλάδα)
- 2008 — Κλεψύδρα (#1 στην Ελλάδα) χρυσός
- 2009 — Χωρίς αιτία αργυρός
- 2010 — Στη Χώρα των Τρελών

## Нагороди
- Mad Video Music Awards 2008 — Найкраща група року[8], нагорода Найкраща група року за версією журналу Status
- Mad Video Music Awards 2009 — Найкраща група року[9]

- Mad Video Music Awards 2010 — Найкраща група року[10]

- Mad Video Music Awards 2011 — Найкраща група року (четвертий рік поспіль), приз за найкращий Rock Video Clip.[11]

- Super Music Awards 2016 (Кіпр): Найкращий гурт року[12]